# فيكتوريا بلزن
نادي فيكتوريا بلزن لكرة القدم (بالتشيكية: Football Club Viktoria Plzeň)‏ هو نادي كرة قدم تشيكي من مدينة بلزن. يلعب الفريق مبارياته المنزلية على ملعب دوسان أرينا. ويلعب في الدوري التشيكي الأول، وهو الدوري الأعلى في البلاد.

## وصلات خارجية
- الموقع الرسمي للنادي (بالتشيكية)
- موقع جماهير النادي